# Enrique Arroyo y Rodríguez
Enrique Arroyo y Rodríguez (Madrid, 1856 - 1916) fou un advocat i polític espanyol, nebot de José Abascal Carredano, diputat a les Corts Espanyoles durant la restauració borbònica.
Va fer la seva carrera política a Madrid, on hi fou regidor i tinent d'alcalde entre 1881 i 1887. Alhora, fou dirigent del Partit Liberal d'Alacant, amb el qual fou elegit diputat a les eleccions generals espanyoles de 1881, 1886, 1891, 1893, 1896, 1898, 1899, 1901, 1903 i 1905. Va pactar amb el conservador Juan Poveda García la mútua elecció a les seves circumscripcions. Poc després de l'última elecció va renunciar per motius de salut.
El 1893 fou nomenat fill adoptiu d'Alacant i va comprar el diari El Liberal. El 1904 fou nomenat fill adoptiu d'Elx i fou un dels fundadors de la Caixa d'Estalvis d'Oriola. D'antuvi intentà oposar-se a la influència de José Canalejas y Méndez en el partit, però arran de la seva malaltia es retirà i recomanà als seus partidaris que formessin part de la fracció demòcrata del partit.